# Collegium Invisibile
Collegium Invisibile – organizacja naukowa założona w 1995 roku, skupiająca wyróżniających się polskich studentów oraz naukowców, którzy współpracują ze sobą na zasadzie mistrz–uczeń, dzięki zastosowaniu metod pracy angielskich uniwersytetów w Oksfordzie i Cambridge.

## Historia Collegium
Collegium Invisibile ufundowane zostało z inicjatywy prof. Wojciecha Gasparskiego, jako element sieci powstających w latach 90. XX wieku w Europie. Postulat kształcenia elitarnego stanowił odpowiedź na rosnącą masowość w szkolnictwie wyższym, a nowo wykształcona elita intelektualna miała budować sfery zaniedbane w Polsce przez lata komunizmu. Założenie Collegium możliwe było dzięki wsparciu Open Society Institute, który już w 1992 roku przyczynił się do powstania podobnego „Niewidzialnego Uniwersytetu” na Węgrzech – pod nazwą Lathatatlan Kollegium.
Początkowym ogniwem w tworzeniu polskiego Collegium była Fundacja „Wiedza i Działanie” im. Tadeusza Kotarbińskiego i Ludwiga von Misesa. Założyciele tej fundacji – prakseolodzy Wojciech Gasparski, Anna Lewicka-Strzałecka i Danuta Miller – w 1995 roku powołali do życia organizację Collegium Invisibile. W 1999 roku organizacja uniezależniła się od fundacji – z inicjatywy beneficjentów programu powstało samodzielne stowarzyszenie Collegium Invisibile. Jego pierwszemu Zarządowi przewodniczył Dariusz Jemielniak, przewodnictwo w Radzie Naukowej objął natomiast prof. Piotr Węgleński, rektor Uniwersytetu Warszawskiego; od tej pory te dwie funkcje ex officio są ze sobą związane.
W kolejnych latach zapoczątkowywane były nowe projekty: w 1999 r. – Szkoły Letnie, w 2002 roku rozpoczęto gromadzenie zbiorów biblioteki, a w 2004 roku wystartował program Pierwszy Tutor. W dziesiątą rocznicę swojego istnienia stowarzyszenie przygotowało w Warszawie jubileuszową konferencję międzynarodową Tocqueville: On Democracy in Europe, w której uczestniczyli najwybitniejsi naukowcy z całego świata, m.in. prof. Irena Grudzińska-Gross, prof. Raymond Boudon i prof. Michael Hereth. W roku 2008 po raz pierwszy odbyła się Wioska Olimpijska – obóz letni dla laureatów olimpiad przedmiotowych. Został również uruchomiony Projekt Fleck – program pomocy dla studentów z Ukrainy.
W 2010 r. członkowie Collegium brali udział w debacie o kształcie reformy szkolnictwa wyższego i stypendiów dla doktorantów, publikując artykuły m.in. w Gazecie Wyborczej i Newsweeku oraz przedstawiając stanowisko w Sejmie. W tym roku odbył się także cykl seminariów organizowanych w Krakowie wspólnie z wydawnictwem „Znak” pod nazwą Colloquia Invisibilia.

## Działalność

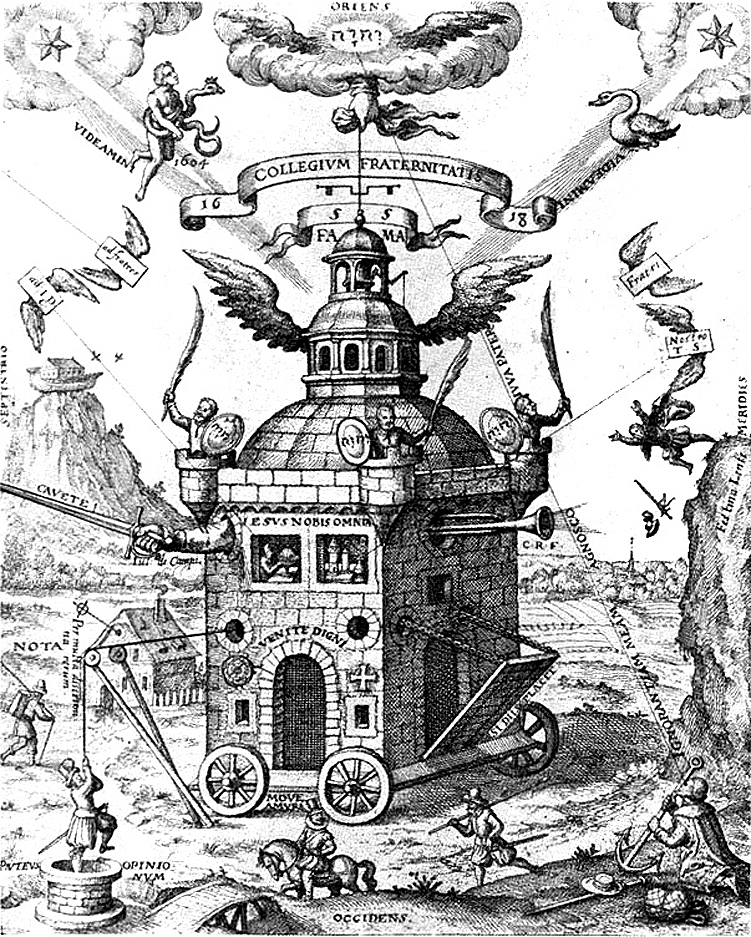
Przedstawienie istniejącego w XVII-wiecznej Anglii „Invisible College”, poprzednika najstarszej akademii nauk – Royal Society

System nauczania stosowany w Collegium jest podstawowym elementem edukacji liberalnej: oprócz realizacji projektów naukowych polega bowiem na indywidualnych zajęciach z wybranej dyscypliny pod okiem profesora wybranego przez studenta. Wśród tutorów znajdują się znaczące postaci w polskim życiu społecznym i naukowym – profesorowie akademiccy, byli ministrowie, prezesi Narodowego Banku Polskiego, sędziowie Trybunału Konstytucyjnego czy parlamentarzyści.
Rokrocznie Collegium Invisibile przyjmuje kilkunastu najlepszych kandydatów wyłonionych podczas dwuetapowej procedury rekrutacyjnej. Warunkiem członkostwa w Collegium jest ukończenie I roku studiów na dowolnej uczelni akademickiej, przedstawienie pracy pisemnej o charakterze naukowym, wypełnienie aplikacji oraz pomyślne przejście rozmowy kwalifikacyjnej.

## Studia
Studia w Collegium polegają na regularnej współpracy studenta z wybranym przez niego tutorem. Może nim być pracownik naukowy uczelni zarówno polskiej, jak i zagranicznej. Kształt współpracy zależy wyłącznie od decyzji obu zainteresowanych stron. Taka forma współpracy „mistrza” i „ucznia” umożliwia studentowi zdobywanie wiedzy i umiejętności w dziedzinach dotychczas przez niego nieznanych, prowadzi do podjęcia wspólnych badań naukowych. Owocem tutorialu jest coroczna praca zaliczeniowa, przedstawiana Radzie Naukowej i Zarządowi Stowarzyszenia, która ma formę eseju, zbioru esejów, opracowania naukowego czy sprawozdania z badań.

### Programy
Oprócz indywidualnego tutorialu studentów Collegium Invisibile realizuje również wiele innych programów.
Szkoły Letnie
Organizowane od ponad 10 lat warsztaty wprowadzające w zasady samodzielnej pracy badawczej dla maturzystów z Krajowego Funduszu na rzecz Dzieci, prowadzone przez studentów Collegium. Dzięki nim podopieczni Funduszu stawiają pierwsze kroki w życiu studencko-naukowym, studenci Collegium mogą zaś zdobywać pierwsze doświadczenia dydaktyczne i rozwijać umiejętności pedagogiczne.
Biblioteka
Celem prowadzenia przez Collegium własnej biblioteki jest gromadzenie obcojęzycznych pozycji, które nie są dostępne w bibliotekach uniwersyteckich na terenie Polski. Z jej zbiorów mogą korzystać na miejscu także osoby nie należące do Stowarzyszenia. Księgozbiory znajdują się przy Krakowskim Przedmieściu 3.
Pierwszy Tutor
Program ten adresowany jest do wybitnie zdolnych uczniów szkół średnich. Odpowiada na stale rosnącą potrzebę indywidualnej opieki nad młodzieżą uzdolnioną. Celem projektu jest stworzenie młodym ludziom możliwości regularnej i systematycznej pracy pod okiem studentów Collegium, możliwości dojrzałego pogłębiania wiedzy i rozwijania umiejętności badawczych.
Projekty Badawcze
Członkowie Collegium mogą realizować pod egidą Collegium projekty badawcze wspólnie z osobami nienależącymi do Stowarzyszenia. Dzięki temu studenci, absolwenci i tutorzy Collegium mogą nie tylko prowadzić indywidualne badania i prezentować je na wspólnych spotkaniach, ale mają również możliwość skorzystania z pomocy Stowarzyszenia w przeprowadzaniu większych projektów naukowych, wymagających zdobycia zewnętrznych źródeł finansowania.
Wioska Olimpijska
Jest to najnowszy z programów Collegium – pierwsza edycja miała miejsce we wrześniu 2008 r. Wioska Olimpijska to obóz edukacyjny zorganizowany dla laureatów wybranych olimpiad przedmiotowych we współpracy z Krajowym Funduszem na rzecz Dzieci. Na program obozu składa się m.in. udział licealistów w autorskich zajęciach prowadzonych przez studentów Collegium i warsztatach przygotowanych przez uznanych profesorów i młodych naukowców współpracujących ze Stowarzyszeniem oraz praca licealistów nad przygotowaniem i wygłaszaniem referatów.
Wioski Olimpijskie objęte są patronatem rektorów Uniwersytetu Warszawskiego oraz Uniwersytetu Jagiellońskiego.
Projekt Fleck
W ramach tego projektu Collegium wspiera studentów ze Lwowa, wysyłając im książki naukowe, do których dostęp na Ukrainie jest ograniczony.

## Władze Collegium Invisibile
Collegium Invisibile jest stowarzyszeniem i w związku z tym jego najważniejszym organem jest Walne Zgromadzenie, w którego skład wchodzą wszyscy członkowie stowarzyszenia – tutorzy, studenci i członkowie honorowi. Dokonuje ono wyboru pozostałych władz stowarzyszenia – Rady Naukowej, Zarządu i Komisji Rewizyjnej.
| Przewodniczący Dotychczasowi przewodniczący Collegium: 1. Wojciech Gasparski (1995–1998) 2. Dariusz Jemielniak (1998–2004) 3. Michał Łuczewski (2004–2006) 4. Adam Kola (2006) 5. Damian Jasiński (2006–2008) 6. Tymon Słoczyński (2008–2009) 7. Leopold Hess (2009–2010) 8. Krzysztof Niewiadomski (2010–2011) 9. Bartłomiej Czajka (2011–2012) 10. Agnieszka Dulęba (2012–2013) 11. Żaneta Matuszek (2013–2014) 12. Sebastian Siembora (2014–2015) 13. Magdalena Góralska (2015–2016) 14. Marta Marciniak (2016-2017) 15. Aleksander Palikot (2017-2018) 16. Krzysztof Grzegorczyk (2018-2019) 17. Maria Różańska (2019-2020) 18. Aleksander Musiał (od 2020). | Rada Naukowa - dr hab. Marcin Pałys, prof. UW – przewodniczący Rady - dr hab. Anna Jedynak, prof. UW – sekretarz Rady - prof. dr hab. Anna Brożek, UW Radzie Naukowej przewodniczy rektor Uniwersytetu Warszawskiego. |

## Ludzie związani z Collegium
Członkami Collegium są tutorzy, studenci i członkowie honorowi.
Tutorzy
Tutorami działającymi w Collegium byli do tej pory m.in.: Stefan Amsterdamski, Leszek Balcerowicz, Agata Bielik-Robson, Jan Błoński, Jerzy Bralczyk, Bronisław Geremek, Tadeusz Gadacz, Aleksander Gieysztor, Michał Głowiński, Hanna Gronkiewicz-Waltz, Czesław Hernas, Jerzy Jarniewicz, Jerzy Kłoczowski, Monika Kostera, Andrzej Koźmiński, Ryszard Legutko, Philippe Lejeune, Ewa Łętowska, Krzysztof Meyer, Wojciech Roszkowski, Marek Safjan, Marek Siemek, Piotr Sztompka, ks. Józef Tischner.
Członkowie Honorowi
- prof. dr hab. Jerzy Axer
- prof. dr hab. Wojciech Gasparski
- prof. dr hab. Jerzy Kłoczowski
- prof. dr hab. Jacek Juliusz Jadacki (od 18 listopada 2006)
- prof. Zbigniew Pełczyński OBE (od 18 października 2008)
- prof. dr hab. Katarzyna Chałasińska-Macukow (od 2012)[10]

## Uczelnie macierzyste
| Uczelniami macierzystymi członków Collegium były dotąd m.in. - Akademia Górniczo-Hutnicza, - Akademia Leona Koźmińskiego, - Uniwersytet Medyczny im. Piastów Śląskich we Wrocławiu, - Akademia Muzyczna w Krakowie, - Collegium Civitas, - Szkoła Wyższa Psychologii Społecznej, - Uniwersytet Ekonomiczny w Krakowie, - Uniwersytet Gdański, - Uniwersytet im. Adama Mickiewicza w Poznaniu, - Uniwersytet Jagielloński, - Uniwersytet Kardynała Stefana Wyszyńskiego, - Uniwersytet Łódzki, - Uniwersytet Mikołaja Kopernika, - Uniwersytet Papieski, - Uniwersytet Śląski, - Uniwersytet Warmińsko-Mazurski w Olsztynie, - Uniwersytet Wrocławski, - Warszawski Uniwersytet Medyczny, - Uniwersytet Warszawski. | Natomiast spośród zagranicznych uczelniami macierzystymi były m.in.: - uczelnie we Francji (Université Paris Sorbonne), - Holandii (Uniwersytet im. Radbouda w Nijmegen), - Niemczech (Universität Regensburg, Freie Universität Berlin, Westfalski Uniwersytet Wilhelma w Münsterze), - Wielkiej Brytanii (University College London, University of Cambridge, Uniwersytet Oksfordzki, University of Kent, Courtauld Institute of Art), - Danii (Uniwersytet Kopenhaski), - Austrii (Uniwersytet Wiedeński), - Włoszech (Sapienza – Uniwersytet Rzymski), - Norwegii (Uniwersytet w Oslo), - USA (George Washington University, University of Minnesota) - Turcji. |

## Opinie i status w środowisku akademickim
Collegium ma od początku swojego powstania status organizacji elitarnej. „Możliwość kształcenia w Collegium Invisibile dana jest wybrańcom, ale też i takie założenie przyświecało jego twórcom”, „Tu tworzy się elitarna wspólnota ludzi mądrych, pielęgnujących swoje pasje” – można przeczytać w rekomendacjach prof. K. Chałasińskiej-Macukow, rektor UW. Zbigniew Pełczyński, honorowy członek Collegium i emerytowany profesor Uniwersytetu Oksfordzkiego, szczególnego charakteru Collegium dopatruje się w rozwijaniu potencjału akademickiego zdolnych studentów przez przeszczepianie na polski grunt tutorialu jako indywidualnej metody kształcenia.
W opracowaniach dotyczących Collegium jako jednostki kształcenia elitarnego omawiany jest także tryb przechodzenia selekcji podczas starania się o przyjęcie do stowarzyszenia: selekcję tę, wraz z przedstawicielem Rady Naukowej oraz zaproszonym ekspertem, przeprowadzają bowiem także sami studenci.